# Quaestus incognitus
Quaestus incognitus es una especie de escarabajo del género Quaestus, familia Leiodidae. Fue descrita por Salgado y Javier Fresneda en 2004.

## Distribución
Se encuentra en España.